# نقش عربی
نقش عربی (انگلیسی: Arabesque) فیلمی در ژانر جاسوسی به کارگردانی استنلی دانن است که در سال ۱۹۶۶ منتشر شد. از بازیگران آن می‌توان به گریگوری پک، سوفیا لورن، جرج کولوریس، و دانکن لمانت اشاره کرد.